# Новоуральское сельское поселение (Челябинская область)
Новоуральское се́льское поселе́ние — муниципальное образование в Варненском районе Челябинской области Российской Федерации. В рамках административно-территориального устройства муниципальное образование  соответствует административно-территориальной единице Новоуральский сельсовет.
Административный центр — посёлок Новый Урал.

## История
Новоуральский сельский Совет образован в августе 1960 года из Толстинский сельсовета, согласно решению Челябинского Облисполкома. В состав сельского Совета вошли населенные пункты — посёлки Новый Урал,  Дружное, Красная Заря, Правда, Лесное, Саламат, Большевик, Краснополяновка, Кызыл-Маяк,Солнце и село Толсты.
В 1966 году вновь образован Толстинский сельский Совет и из состава Новоуральского с/с вышли: с. Толсты, пос. Солнце и ферма Лесная.
Согласно Указу Президента РСФСР № 154 от 24.10.1991 года «О порядке назначения глав администраций», постановлением главы администрации Варненского района № 48-р от 29.01.1992 ликвидирован исполком Новоуральского сельсовета и образована Новоуральская сельская администрация.
Новоуральский сельский Совет, как орган местного самоуправления, был создан 22 декабря 1996 года
Статус и границы сельского поселения установлены Законом Челябинской области от 9 июля 2004 года № 240-ЗО «О статусе и границах Варненского муниципального района и сельских поселений в его составе».

## Население
| 2002  | 2010  | 2011  | 2012  | 2013  | 2014  | 2015  |
| ----- | ----- | ----- | ----- | ----- | ----- | ----- |
| 2804  | ↘2413 | ↘2406 | ↘2350 | ↘2331 | ↘2251 | ↘2223 |
| 2016  | 2017  | 2018  | 2019  | 2020  | 2021  |       |
| ↘2208 | ↘2181 | ↗2204 | ↘2161 | ↘2158 | ↘2088 |       |

## Состав сельского поселения
| № | Населённый пункт | Тип населённого пункта          | Население |
| - | ---------------- | ------------------------------- | --------- |
| 1 | Большевик        | посёлок                         | ↘363      |
| 2 | Дружный          | посёлок                         | ↘317      |
| 3 | Красная Заря     | посёлок                         | ↘226      |
| 4 | Новый Урал       | посёлок, административный центр | ↘767      |
| 5 | Правда           | посёлок                         | ↘405      |
| 6 | Саламат          | посёлок                         | ↘335      |